# Devaki

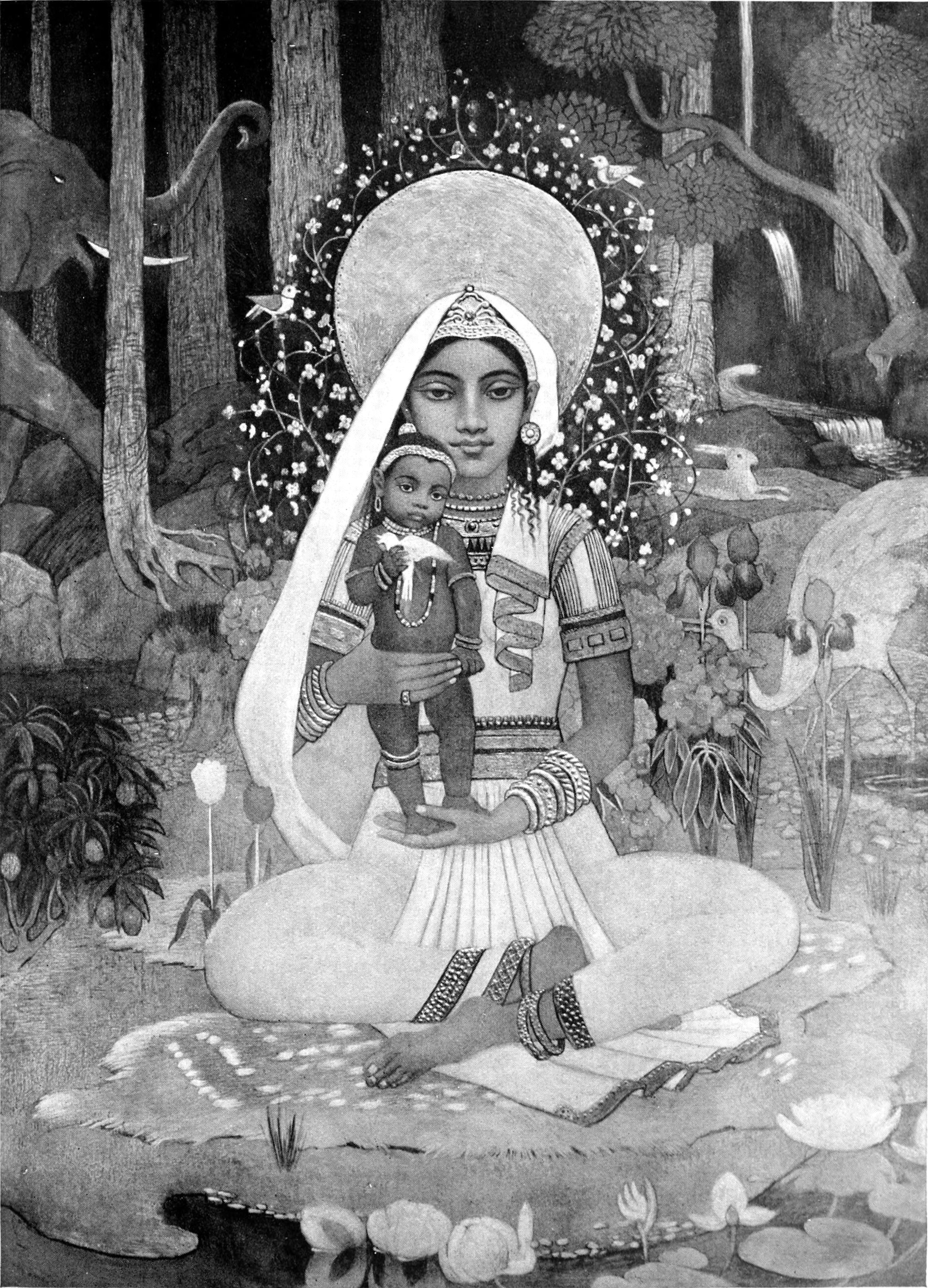
Krishna et sa mère Devaki.

Devaki (Devakī) est la mère de Krishna dans l'hindouisme. Femme de Vasudeva, elle est aussi la mère de Balarâma, le grand frère de Krishna, l'avatar le plus célèbre de Vishnu. Vasudeva était un ministre d'un roi maléfique à Mathura en Inde.